# Cárdenas (Rivas)
Pour les articles homonymes, voir Cárdenas.
Cárdenas est une municipalité du sud-ouest du Nicaragua située dans le département de Rivas.

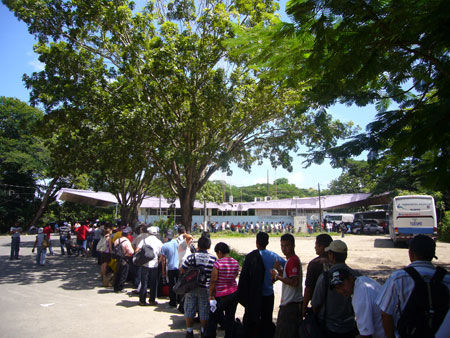
Poste frontière de Peñas Blancas

## Géographie
Cárdenas est la municipalité la plus au sud-est du département de Rivas : elle s'étire tout en longueur entre le Lac Nicaragua au nord et la frontière du Costa Rica.